# Хорхе Сосіас
Хорхе Сосіас (ісп. Jorge Socías, нар. 6 жовтня 1951) — чилійський футболіст, що грав на позиції нападника. По завершенні ігрової кар'єри — тренер.
Виступав, зокрема, за клуб «Універсідад де Чилі», а також національну збірну Чилі.

## Клубна кар'єра
У дорослому футболі дебютував 1972 року виступами за команду «Універсідад де Чилі», в якій провів дванадцять сезонів, взявши участь у понад 400 іграх за клуб. Більшість часу, проведеного у складі «Універсідад де Чилі», був основним гравцем атакувальної ланки команди, а в останні роки і капітаном команди, однак за весь цей час Сосіас виграв лише один трофей — Кубок Чилі 1979 року.
Завершив ігрову кар'єру у команді «Уніон Сан-Феліпе», за яку виступав протягом 1984 року.

## Виступи за збірну
24 квітня 1974 року дебютував в офіційних іграх у складі національної збірної Чилі в товариському матчі проти збірної Гаїті, що завершився з рахунком 1:0.
У складі збірної був учасником чемпіонату світу 1974 року у ФРН, зігравши лише в одному матчі проти НДР (1:1), а його команда не подолала груповий етап.
Свій останній виступ за збірну Сосіас зробив у товариському матчі проти збірної Бразилії 24 червня 1980 року, той матч чилійці програли з рахунком 1:2. Загалом протягом кар'єри у національній команді провів у її формі 4 матчі.

## Кар'єра тренера
Розпочав тренерську кар'єру невдовзі по завершенні кар'єри гравця, 1987 року, очоливши тренерський штаб клубу «Депортес Пуерто-Монт».
1994 року став головним тренером команди «Універсідад де Чилі» із Сантьяго і в цьому ж році він привів клуб до першого місця в чемпіонаті Чилі, що до цього востаннє траплялося 25 років тому, а головним відкриттям стала майбутня зірка чилійського футболу Марсело Салас. Наступного року Сосіас разом з клубом повторив своє досягнення, після чого покинув пост головного тренера. Крім цього в чемпіонські роки Сосіаса визнавали найкращим тренером Чилі.
Згодом Сосіас очолював тренерський штаб низки чилійських клубів, в тому числі і повертався до роботи з «Універсідад де Чилі», але більше жодного трофею виграти не зумів.
Останнім місцем тренерської роботи був клуб «Куріко Унідо», головним тренером команди якого Хорхе Сосіас був протягом 2012 року.

## Досягнення

### Командні
«Універсідад де Чилі»
- Срібний призер чемпіонату Чилі: 1980
- Бронзовий призер чемпіонату Чилі (5): 1972, 1976, 1981, 1982, 1983
- Володар Кубка Чилі: 1979

### Тренерські
«Універсідад де Чилі»
- Чемпіон Чилі (2): 1994, 1995

«Евертон» (Вінья-дель-Мар)
- Переможець другого дивізіону Чилі: 2003

### Особисті
- Найкращий тренер Чилі (2): 1994, 1995